# Simon Clarke
Simon Clarke (Melbourne, Victoria, 18 de julio de 1986) es un ciclista profesional australiano. Es profesional desde 2006 y desde 2022 compite por el equipo Israel-Premier Tech.

## Palmarés
2006
- 1 etapa de la Vuelta a Navarra

2008
- 1 etapa del Tour de Japón
- Trofeo Ciudad de San Vendemiano

2012
- 1 etapa de la Vuelta a España, más la clasificación de la montaña

2014
- Herald Sun Tour, más 1 etapa

2016
- Gran Premio Industria y Artigianato-Larciano

2018
- 1 etapa de la Vuelta a España[2]

2020
- La Drôme Classic

2022
- 1 etapa del Tour de Francia

2023
- 2.º en el Campeonato de Australia en Ruta

## Resultados en Grandes Vueltas y Campeonatos del Mundo
| Carrera         | Carrera         | 2009 | 2010 | 2011  | 2012 | 2013 | 2014  | 2015 | 2016 | 2017 | 2018  | 2019 | 2020 | 2021  | 2022 | 2023  | 2024 | 2025  |
| --------------- | --------------- | ---- | ---- | ----- | ---- | ---- | ----- | ---- | ---- | ---- | ----- | ---- | ---- | ----- | ---- | ----- | ---- | ----- |
|                 | Giro de Italia  | —    | —    | —     | —    | —    | —     | 63.º | 67.º | —    | —     | —    | 75.º | ―     | —    | Ab.   | 97.º | 117.º |
|                 | Tour de Francia | —    | —    | —     | —    | 68.º | 113.º | —    | —    | 86.º | 100.º | 61.º | —    | 123.º | Ab.  | 109.º | —    | —     |
|                 | Vuelta a España | —    | —    | —     | 77.º | 69.º | 70.º  | —    | Ab.  | 74.º | 46.º  | —    | —    | ―     | —    | —     | —    | —     |
| Mundial en Ruta | Mundial en Ruta | Ab.  | —    | 102.º | 78.º | 7.º  | 55.º  | Ab.  | —    | 60.º | Ab.   | Ab.  | 44.º | ―     | 50.º | 21.º  | —    | —     |

—: no participa

Ab.: abandono

## Equipos
- Southaustralia.com-AIS (2006-2008)
- Amica Chips-Knauf (2009-31.07.2009)
- ISD-Neri (01.09.2009-2010)
- Astana (2011)
- Orica-GreenEDGE (2012-2015)
- Cannondale/EF (2016-2020)
  - Cannondale (01.2016-06.2016)
  - Cannondale-Drapac (07.2016-2017)
  - EF Education First-Drapac p/b Cannondale (2018)
  - EF Education First (2019)
  - EF Pro Cycling (2020)
- Qhubeka[1] (2021)
  - Team Qhubeka ASSOS (01.2021-06.2021)
  - Team Qhubeka NextHash (06.2021-12.2021)
- Israel-Premier Tech (2022-)